# 维加西奥
维加西奥（義大利語：Vigasio），是意大利威尼托大区维罗纳省的一个市镇。总面积30.8平方公里，人口9109人，人口密度295.7人/平方公里（2009年）。国家统计（ISTAT）代码为023094。